# Kadsura lanceolata
Kadsura lanceolata är en tvåhjärtbladig växtart som beskrevs av George King. Kadsura lanceolata ingår i släktet Kadsura och familjen Schisandraceae. Inga underarter finns listade.